# 永井隆雄
永井 隆雄（ながい たかお、1951年 - ）は東京都出身のジャズピアニスト。日本大学歯学部卒業、歯学博士。歯科医をしながらジャズピアニストとしても30年以上の活動を続けている。

## アルバム
- 永井隆雄ライブ・アット・ザ・サムデイフィーチャリングボビーワトソン（1989年）
- 永井隆雄モアアンドモア（2001年）
- Toothache（2004年）
- DOHJA（2007年）
- TAKAO NAGAI with BLACK NILE(2009年)
- ミッドナイト・ヴォヤージ(2011年)
- Akatombow(2017年)
- Atmosphere(2018年)
- Hull Treat
- Creelman David